# CV-50
La CV-50 pertany a la Xarxa de Carreteres del País Valencià. Aquesta carretera uneix les comarques de La Safor, la Ribera Alta, la Foia de Bunyol i el Camp de Túria, el seu recorregut va des de Tavernes de la Valldigna a Llíria.

## Nomenclatura

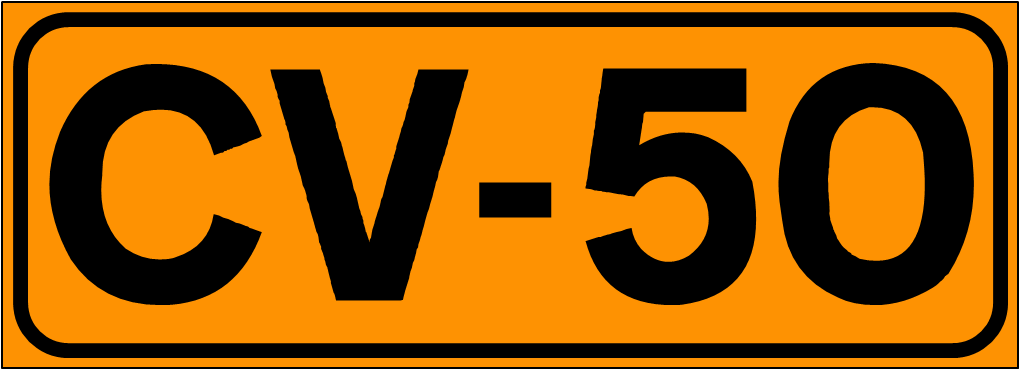
Indicador

La carretera CV-50 pertany a la Xarxa de Carreteres del Generalitat Valenciana, comunica Tavernes de la Valldigna amb Llíria per Xest.

## Història
Anteriorment, quan era de titularitat estatal, la CV-50 tenia la denominació de C-3322, el seu recorregut era el mateix que l'actual, tret del tram Xest-Xiva el qual discorria a través d'aquesta darrera i travessava N-III. Es tractava d'una carretera comarcal que unia les comarques de La Safor, Ribera Alta, la Foia de Bunyol i el Camp de Túria.

## Traçat Actual
La CV-50 inicia el seu recorregut a la N-332 al terme municipal de Tavernes de la Valldigna, travessa aquesta població i es dirigeix cap a l'interior. Arriba fins a la població d'Alzira vorejant-la, en aquest punt connecta amb altres carreteres autonòmiques importants com la CV-41 que es dirigeix a Xàtiva i la CV-42 que es dirigeix a Almussafes, ací hi ha un tram de 5 quilòmetres en què es desdobla i acaba aquest desdoblament a l'enllaç amb la A-7 que es dirigeix cap a Alacant per l'interior i a Albacete, arriba a l'Alcúdia de Carlet i continua el seu itinerari cap a les poblacions de Carlet, Catadau, Llombai, Montroi, Real de Montroi, Torís i Godelleta. Abans d'arribar a la següent població que és Xiva, creua la A-3 que uneix València amb Madrid.
La CV-50 continua dirigint-se cap a Xest, i després d'aquesta població entra a la comarca del Camp de Túria, la primera població que travessa d'aquesta comarca és Vilamarxant ací enllaça amb la carretera CV-370 que uneix aquesta població amb Riba-roja de Túria, Manises i València futur "eix del Túria". Seguint el seu itinerari circumval·la la població de Benaguasil i ja acaba el seu recorregut a la població de Llíria enllaçant amb altres carreteres de la Xarxa de Carreteres del País Valencià com la CV-25 que uneix Llíria i Sogorb, i la CV-35 que uneix aquesta població amb València i Ademús.

## Futur de la CV-50
Es pretén desdoblar la CV-50 i convertir-la en autovia; serà un altre dels cinturons que circumval·len l'Àrea Metropolitana de València. També es preveu continuar el seu recorregut i travessar la Serra Calderona fins a enllaçar amb l'Autovia Mudèjar A-23, per aquest tram caldrà realitzar un túnel que travesse la serra.
Actualment ja s'han començat a realitzar les obres de desdoblament entre l'enllaç amb l'Autovia d'Ademús i Vilamarxant.